# Georges Theunis
Pour les articles homonymes, voir Georges et Theunis.
Georges Theunis, né le 28 février 1873 à Montegnée et mort le 4 janvier 1966 à Bruxelles, est un officier et homme d'État belge membre du Parti catholique.

## Biographie
Georges Émile Theunis, né le 28 février 1873 à Montegnée, est le fils d'Émile Theunis, lieutenant-général dans l'armée belge, et d'Anne Renson.
En 1890, il entre à dix-sept ans à l'École royale militaire et suit ensuite les cours de l'École d'application de l'artillerie et du génie. Parallèlement, il décroche un diplôme d'ingénieur-électricien à l'Institut Montefiore de l'Université de Liège en 1898. Cette même année, il quitte l'armée et se lance dans les affaires en rejoignant le groupe Empain spécialisé dans l'électricité. Il se marie le 12 février 1898 avec Louise Marie Mathilde Augusta Barbier. Dès 1902, il est administrateur dans de nombreuses sociétés industrielles. Il devient également Président de la Fédération des patrons catholiques.

### Première Guerre mondiale
Dès le début de la Première Guerre mondiale, il reprend l'uniforme dans le génie et après la chute d'Anvers en octobre 1914, il est attaché à l'organisation du service belge d'achat de matériel de guerre en France et en Angleterre. Major en 1915, il engage Camille Gutt dans son équipe pour procéder à des achats de matériel de guerre à Londres. Les deux hommes se lient d'amitié et Georges Theunis fera appel à ce dernier à de nombreuses reprises au cours de sa carrière ministérielle. Par la suite, il est envoyé à Londres comme directeur de la Commission belge de ravitaillement de guerre. Il est promu colonel à la veille de l'Armistice en novembre 1918.

### Entre-deux-guerres
Le 12 novembre 1918, il est nommé Commissaire général du gouvernement belge en Angleterre chargé de centraliser les divers organismes belges y installés.
Il représente la Belgique au sein de la Commission internationale des réparations à partir de 1919. Le 20 novembre 1920, il hérite du portefeuille des Finances dans le gouvernement Carton de Wiart. Le 16 décembre 1921, il est nommé Premier ministre dans le gouvernement Theunis I également chargé du portefeuille des Finances, postes qu'il occupe jusqu'au 13 mai 1925.
Il est élu sénateur coopté du Parti catholique à la suite des élections de 1925. Il démissionne de ce poste en décembre 1926. En 1926, La Société des Nations fait appel à lui comme président de la Conférence économique internationale. Étant déchargé de ses tâches ministérielles, il reprend ses activités dans les affaires et est présent dans de nombreux conseils d'administration de banques et de sociétés industrielles. En 1928, il est nommé directeur de la Société générale de Belgique.
En 1932, il devient ministre de la Défense nationale et de 1934 à 1935, il est de nouveau Premier ministre dans le gouvernement Theunis II.
De 1939 à 1945, il est ambassadeur extraordinaire de la Belgique à Washington. Il est également nommé gouverneur de la Banque nationale de Belgique par Camille Gutt de novembre 1942 à 1945.
Georges Theunis reste actif dans le domaine industriel mais n'occupe plus de fonctions politiques. Alors ancien Premier ministre, il est nommé ministre d'État et devient Président de la Société de l'Ordre de Léopold.
À la suite de son décès le 4 janvier 1966 à Bruxelles, il est inhumé au cimetière de Bruxelles à Evere.

## Distinctions[5]
- Grand cordon de l'ordre de Léopold (Belgique).
- Grand-croix de l'ordre de la Couronne (Belgique).
- Grand-croix de la Légion d'honneur en janvier 1921 (France).
- Grand-croix de l'ordre de la Couronne de chêne (Luxembourg).
- Pays-Bas Grand-croix de l'ordre du Lion néerlandais (en 1925).
- Congo belge Grand-croix de l'ordre de l'Étoile africaine (en décembre 1949).
- Royaume-Uni Grand-croix de l'ordre de Saint-Michel et Saint-Georges.
- Suède: Grand cordon de l'ordre de Vasa (1923)[6].

## Sources
1. ↑  Acte de mariage
2. 1 2  Rolende Depoortere, Nouvelle biographie nationale, Bruxelles, Académie royale des sciences, des lettres et des beaux-arts de Belgique, 1999, 412 p. (lire en ligne), p. 327-331
3. 1 2 3  Charles d'Ydewalle, « La mort de M.GeorgesTheunis », Le Soir,‎ 6 janvier 1966, p. 1-2
4. ↑  « La conférence économique est réunie sous la présidence de M. Theunis », Le Soir,‎ 28 avril 1926, p. 2
5. ↑  « Nécrologie », Le Soir,‎ 8 janvier 1968, p. 6
6. ↑  « Echos&nouvelles », L'Indépendance belge,‎ 8 mars 1923, p. 1

Les papiers personnels de Georges Theunis sont conservés aux Archives générales du Royaume, à Bruxelles. L'inventaire de ces archives est disponible en version papier à la boutique des Archives générales du Royaume ou via le moteur de recherche des Archives de l'État.
- BERNARDO Y GARCIA L., Inventaire des papiers de Georges Theunis 1915-1968 (principalement 1916-1945), série Inventaires Archives générales du Royaume no 494, publication no 4887, Archives générales du Royaume, Bruxelles, 2010.